# Krasnojarsker Stausee
Der Krasnojarsker Stausee (russisch Красноярское водохранилище / Krasnojarskoje wodochranilischtsche) ist ein 2130 km² großer Stausee am Jenissei in der Region Krasnojarsk und der Republik Chakassien in Sibirien. Der Stausee dient seit 1967 zur elektrischen Energieerzeugung für die industrielle Erschließung der Region und daneben zum Hochwasserschutz.
Der See wird von einer Talsperre aufgestaut, die sich mit ihrem 6000-Megawatt-Kraftwerk bei Diwnogorsk befindet, ca. 30 km westlich von Krasnojarsk. Sie ist auf der Zehn-Rubel-Note abgebildet.

## Geographie

### Lage
Der Stausee befindet sich in den Südsibirischen Gebirgen zwischen der unterhalb des Staudamms zum Westsibirischen Tiefland überleitenden Flussniederung des Jenisseis im Norden, den westlichen Ausläufern des Ostsajan im Osten, den nördlichen Ausläufern des Westsajan im Süden und den östlichen Ausläufern des Kusnezker Alataus im Westen.

### Zuflüsse
Die bedeutendsten Zuflüsse des Krasnojarsker Stausees sind der Jenissei und der Abakan, die beide zwischen den Nachbarstädten Abakan im Westen und Minussinsk im Osten in den Südteil des Sees einfließen. Etwas weiter nördlich mündet der Fluss Tuba aus Richtung Osten kommend ein. Dazu kommen entlang des langgestreckten Sees mehrere hundert kleinere Fließgewässer.

### Dimensionen
Der Krasnojarsker Stausee gehört zu den größten der Erde. Er erstreckt sich zwischen seinem Absperrbauwerk bei Diwnogorsk in der Region Krasnojarsk bis Abakan, der Hauptstadt von Chakassien, über eine Länge von 388 km. Mit seiner Breite von bis zu 15 km erreicht er eine Flächenausdehnung von 2130 km². Im Durchschnitt ist er 34,4 m tief; in der Nähe der Staumauer erreicht seine Tiefe mit 101 m nahezu deren Höhe. Der Speicherraum beträgt 73.300 Mio. m³. Die Höhe des Stauziels befindet sich normalerweise auf 243 m.

## Bauwerke
Bauleiter war seit 1955 Nikolai Filimonow. Dem eigentlichen Talsperrenbau gingen ab 1956 vorbereitende Arbeiten voraus, bei denen Personal angeworben und Ausrüstung wie Fahrzeuge und Maschinen beschafft wurde. Daneben wurden temporäre Arbeiterunterkünfte und Lagerhäuser sowie Straßen und Stromleitungen gebaut. Die zeitweise bis zu 20.000 Arbeiter begannen 1959 mit den Erdarbeiten, 1961 mit der Betonierung der Staumauer. 1967 ging das Kraftwerk in Betrieb, 1970 erreichte der See sein Stauziel.

### Talsperre
Für die von Andrei Botschkin konzipierte Gewichtsstaumauer der Talsperre wurden 4.715.000 m³ Beton verarbeitet.

### Kraftwerk
Das Kraftwerk bei Diwnogorsk wurde zum 50. Jahrestag der Oktoberrevolution am 3. bis 4. November 1967 in Betrieb genommen. In seiner 360 m langen und 31 m breiten Maschinenhalle waren damals zwei Turbinen installiert. 1968 folgten drei weitere, 1969 nochmals vier, 1970 eine und 1971 die letzten beiden. In seiner Endausbaustufe mit 12 Turbinen hat das Kraftwerk eine Leistung von 6000 Megawatt und gehört damit zu den größten der Erde. Bezogen auf die Spitzenleistung liegt es nach dem Sajano-Schuschensker Stausee auf dem zweiten Platz in Russland, hinsichtlich der Jahresenergieproduktion sogar auf Platz 1. Rund 70 % des erzeugten Stroms werden vom Aluminiumwerk KrAZ (Krasnoyarsky Aluminievyy Zavod) verbraucht, dem zweitgrößten der Erde.

### Schiffshebewerk
Das Krasnojarsker Schiffshebewerk (Красноярский судоподъемник) ist das einzige Schiffshebewerk Russlands und bis zur Fertigstellung jenes am Drei-Schluchten-Damm in der Volksrepublik China das größte der Welt. Es können Schiffe bis 2000 Tonnen Tragfähigkeit transportiert werden.
Man entschied sich beim Krasnojarsker Stausee für ein Schiffshebewerk, weil sich die Staumauer zwischen zwei Felsen befindet, was eine Verbreiterung für eine Schleusenkammer schwierig gemacht hätte. Es wurde in Form einer etwa 1,5 km langen Zahnradbahn errichtet, denn diese ermöglicht einen Betrieb auch bei den ungewöhnlich großen Wasserstandsdifferenzen von bis zu 13 m am Oberlauf und etwa 6,5 m am Unterlauf.
Im Betrieb bewegt sich ein selbstfahrender Trog mit einer Innenabmessung von 90 m mal 12 m und einer Gesamtmasse von 8100 t, der die zu transportierenden Schiffe aufnimmt, mit elektro-hydraulischem Antrieb auf Schienen. Der Trog läuft auf 156 Rädern von 1,05 m Durchmesser, die von Hydraulikmotoren angetrieben werden und in die seitlich der Schienen montierten Zahnstangen greifen. Die Antriebsleistung beträgt 14.400 kW. Die Schienen haben das Profil eines Brückenkrans, eine Spurweite von 9000 mm und sind auf einem kleinen Betonsockel montiert. Die Stromversorgung erfolgt mit drei Scherenstromabnehmern über eine Drehstrom-Oberleitung, die entlang der gesamten Strecke verläuft.
Der Schienenweg führt vom Unterlauf zuerst über Felsen. Danach ist ein Geländeeinschnitt mit einer Pfeilerbrücke überspannt. Kurz darauf überquert ein Weg mittels zweier einfacher, im Bedarfsfall wegklappbarer Halbbrücken die Schienen. Nach 1190 m erreicht der Schienenweg seinen höchsten Punkt. Hier befindet sich eine Drehscheibe mit 106 m Durchmesser, auf der das Schienenfahrzeug um 142° geschwenkt wird, um seine Fahrt auf einer abfallenden, 306 m langen Strecke zum Oberlauf des Flusses fortzusetzen.
Etwa in Halbstellung der Drehscheibe existiert bergan ein Servicegleis, wo sich auch ein Portalkran befindet. Dort steht das Gefährt bei Nichtverwendung oder zum Überwintern. Genau gegenüber bergab ist ein kurzes Servicegleis mit einer kleinen fahrbaren Serviceplattform.
Alle Streckenabschnitte – inklusive desjenigen auf der Drehscheibe – haben eine Steigung von 10 %. Das Gefährt gleicht diese Neigung durch seinen schrägen Aufbau aus.
Die Drehscheibe weicht in ihrer Bauweise von der üblichen Normalform ab, bei der sich die beiden Auflagepunkte des Brückenträgers auf einem rundum laufenden kreisförmigen horizontalen Drehscheibenlaufkranz bewegen und die Drehscheibe eine 360°-Drehung ausführen kann. Bei der Drehscheibe am Krasnojarsker Schiffshebewerk gibt es zwei getrennte, einander gegenüberliegende Drehscheibenlaufkränze in der Form einander gegenüberliegender Kreisbögen mit gemeinsamem Mittelpunkt und Mittelpunktswinkeln von je etwas weniger als 180°. Die beiden Laufkränze verlaufen jeweils horizontal, sind jedoch so in ein Hanggelände gebaut, dass sie sich auf unterschiedlichen Höhen befinden. Entsprechend dient ein Laufkranz dem höher gelegenen Ende des schräg gebauten Brückenträgers als Auflage, der andere dem tiefer gelegenen Ende. Auf Grund ihrer Bauweise kann die Drehscheibe keine komplette Drehung um 360° ausführen, sondern nur um etwas weniger als 180°; es handelt sich somit um eine Segmentdrehscheibe.
Nach sechsjähriger Bauzeit ging das Schiffshebewerk in den Probebetrieb: am 22. September 1976 setzte mit der GT-8 (ГТ-8) das erste Schiff innerhalb von 93 Minuten über.
Nach Beendigung des Probebetriebes und nach Bewilligung der staatlichen Kommission erfolgte im Jahre 1982 die offizielle Eröffnung des Schiffshebewerks. Während der Sowjetära war es während der ganzen eisfreien Zeit in Betrieb. Die bisherige Spitzenlast wurde im Jahre 1991 mit 611 Schiffen erreicht. Dann ging die Binnenschifffahrt stark zurück und seit 1998 ist die Anlage nur noch jeweils vom 3. September bis 3. Oktober in Betrieb. Im Jahre 2000 wurden nur 78 Schiffe transportiert.
Hauptsächlich werden kurz vor der Winterpause landwirtschaftliche Produkte aus dem Süden der Region und Chakassien in die nördlichen Gebiete verschifft, beispielsweise nach Norilsk. Für die Instandsetzung des 2009 bei einer Havarie stark beschädigten Sajano-Schuschensker-Kraftwerks wurden 6,77 m große Turbinenlaufräder mit dem Schiffshebewerk transportiert.
Immer wieder werden Zuschüsse aus öffentlicher Hand für die notwendigsten Instandhaltungsarbeiten gewährt. In den letzten Jahren wurden auch Projekte zur Wiederbelebung der gesamten Binnenschifffahrt gestartet. Bis 2010 hatten diese Versuche noch keinen Niederschlag beim Schiffshebewerk gefunden.

## Folgen des Staudammbaus
Beim Aufstauen des Sees in den Jahren 1967 bis 1970 wurden 120.000 ha landwirtschaftlich genutzte Fläche und 13.750 Häuser in zahlreichen Ortschaften überflutet.
Durch den Stausee hat sich das Klima in der Region verändert. Es ist feuchter und regenreicher geworden und es gibt nun mehr Nebel. Der Jenissei, der vor dem Dammbau nur etwa 196 Tage im Jahr eisfrei war, ist dies nun auf einer Länge von 300 bis 400 km unterhalb der Talsperre das ganze Jahr über. Vor dem Bau hatte man mit nur 20 km eisfreiem Flusslauf gerechnet. Der Stausee selbst friert jedoch im Winter zu.
Die jahreszeitlichen Schwankungen der Wasserführung des Jenissei unterhalb des Staudamms und damit einhergehende Hochwassergefahren für Krasnojarsk und die ehemals geschlossene Stadt Krasnojarsk-26 wurden extrem vermindert. Im langjährigen Durchschnitt schwankte vor dem Dammbau die auf ein Zwölftel der jährlichen Gesamtwassermenge bezogene monatliche Wassermenge zwischen 18 % (im März) und 306 % (im Juni), danach nur noch zwischen 73 % (November) und 125 % (Juli). Die jährliche Gesamtwassermenge ist um mehr als 5 % gesunken.